# Corbulella spinosissima
Corbulella spinosissima är en mossdjursart som beskrevs av Gordon 1984. Corbulella spinosissima ingår i släktet Corbulella och familjen Calloporidae. Inga underarter finns listade i Catalogue of Life.